# Potelu
Potelu – wieś w Rumunii, w okręgu Aluta, w gminie Ianca. W 2011 roku liczyła 1122 mieszkańców.